# Comté de Johnson (Wyoming)
Pour les articles homonymes, voir Johnson et Comté de Johnson.
Le comté de Johnson est un comté de l'État du Wyoming dont le siège est Buffalo. Selon le recensement de 2010, sa population est de 8 569 habitants.

## Drapeau

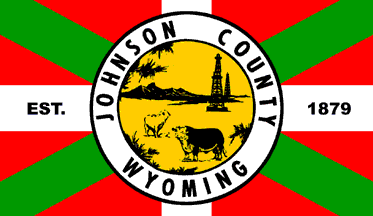
L'ikurriña ou drapeau basque est utilisé dans le drapeau du comté.

## Cinéma
L'action du film La Porte du paradis (1980) de Michael Cimino se déroule en grande partie dans le comté de Johnson en 1890 et montre le conflit entre les immigrés venus d'Europe de l'Est et les riches éleveurs locaux qui les accusent de voler leur bétail lors de la guerre du comté de Johnson.